# Auflance
Auflance est une commune française située dans le département des Ardennes, en région Grand Est.

## Géographie
| Puilly |          | Florenville Belgique |
|        | Auflance |                      |
| Moiry  |          | Sapogne-sur-Marche   |

La commune est délimitée à l’est par la frontière franco-belge et au sud-est par la rivière Marche, un affluent de la Chiers.

### Hydrographie
La commune est dans le bassin versant de la Meuse au sein du bassin Rhin-Meuse. Elle est drainée par le ruisseau la Marche, le ruisseau le Paquis, le ruisseau la Coquette et le ruisseau des Pres de Pure,.
Le ruisseau la Marche, d'une longueur de 16 en France km, prend sa source dans la commune de Williers et se jette  dans la Chiers à Margut, après avoir traversé sept communes.

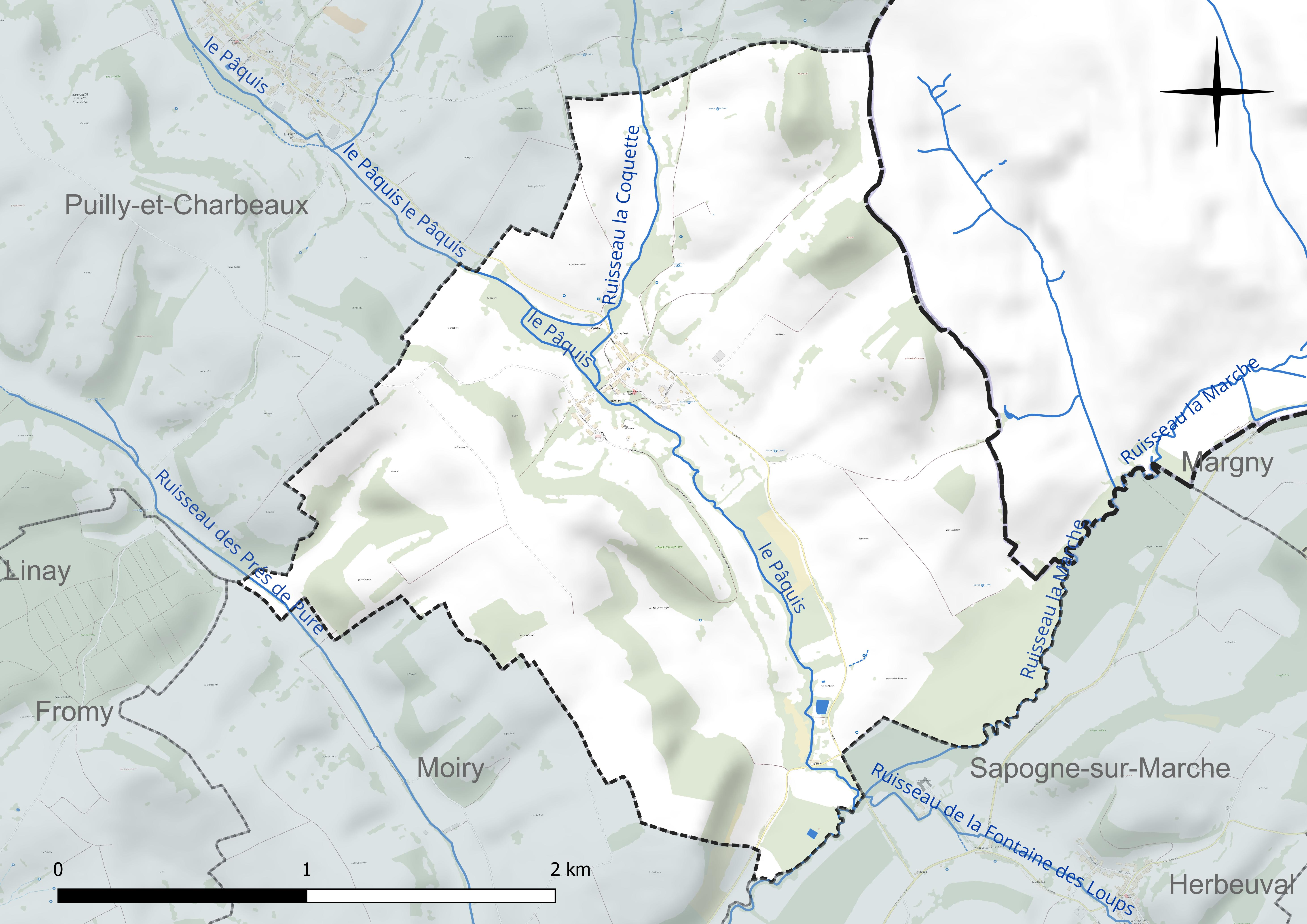
Réseaux hydrographique d'Auflance.

### Climat
Pour des articles plus généraux, voir Climat du Grand Est et Climat des Ardennes.
En 2010, le climat de la commune est de type climat de montagne, selon une étude du Centre national de la recherche scientifique s'appuyant sur une série de données couvrant la période 1971-2000. En 2020, Météo-France publie une typologie des climats de la France métropolitaine dans laquelle la commune est dans une zone de transition entre le climat océanique altéré et le climat océanique altéré et est dans la région climatique Lorraine, plateau de Langres, Morvan, caractérisée par un hiver rude (1,5 °C), des vents modérés et des brouillards fréquents en automne et hiver.
Pour la période 1971-2000, la température annuelle moyenne est de 9,3 °C, avec une amplitude thermique annuelle de 15,6 °C. Le cumul annuel moyen de précipitations est de 930 mm, avec 13,6 jours de précipitations en janvier et 9,8 jours en juillet. Pour la période 1991-2020, la température moyenne annuelle observée sur la station météorologique de Météo-France la plus proche, « Linay », sur la commune de Linay à 5 km à vol d'oiseau, est de 10,4 °C et le cumul annuel moyen de précipitations est de 969,0 mm. 
La température maximale relevée sur cette station est de 42 °C, atteinte le 25 juillet 2019 ; la température minimale est de −24 °C, atteinte le 9 janvier 1985,,.
Les paramètres climatiques de la commune ont été estimés pour le milieu du siècle (2041-2070) selon différents scénarios d'émission de gaz à effet de serre à partir des nouvelles projections climatiques de référence DRIAS-2020. Ils sont consultables sur un site dédié publié par Météo-France en novembre 2022.

## Urbanisme

### Typologie
Au 1er janvier 2024, Auflance est catégorisée commune rurale à habitat très dispersé, selon la nouvelle grille communale de densité à 7 niveaux définie par l'Insee en 2022.
Elle est située hors unité urbaine et hors attraction des villes,.

### Occupation des sols
L'occupation des sols de la commune, telle qu'elle ressort de la base de données européenne d’occupation biophysique des sols Corine Land Cover (CLC), est marquée par l'importance des territoires agricoles (89,7 % en 2018), en diminution par rapport à 1990 (90,7 %). La répartition détaillée en 2018 est la suivante : 
prairies (31,2 %), terres arables (30,7 %), zones agricoles hétérogènes (27,7 %), forêts (10,3 %). L'évolution de l’occupation des sols de la commune et de ses infrastructures peut être observée sur les différentes représentations cartographiques du territoire : la carte de Cassini (XVIIIe siècle), la carte d'état-major (1820-1866) et les cartes ou photos aériennes de l'IGN pour la période actuelle (1950 à aujourd'hui).

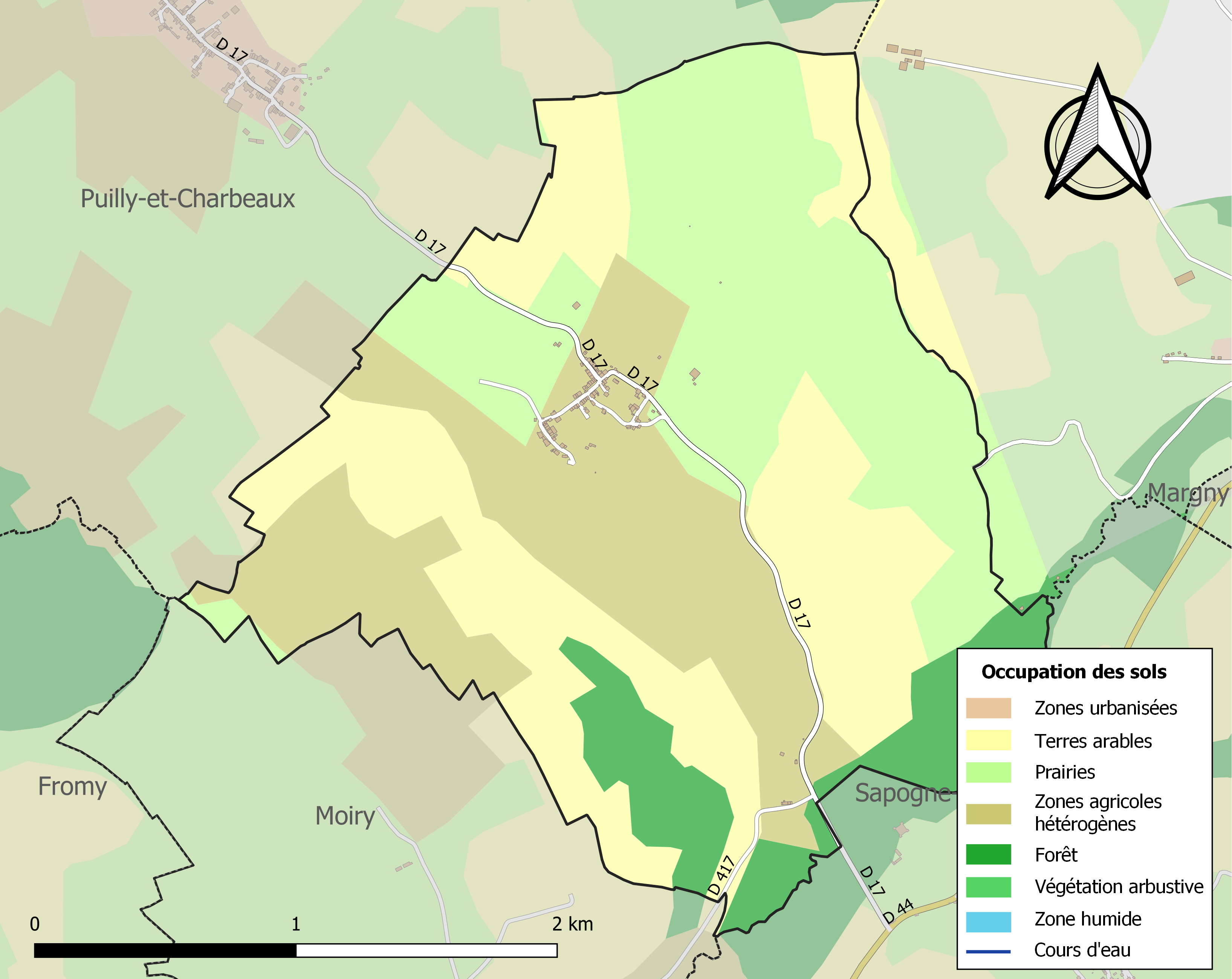
Carte des infrastructures et de l'occupation des sols de la commune en 2018 (CLC).

## Toponymie
Le nom Auflance est l'évolution d'un toponyme de langue germanique : Wolflantia.
Dans le cartulaire d'Orval, le toponyme Auflance apparaît assez tardivement : Afflance en 1234, 1243, 1266, 1353 et 1384, Afflances en 1285.

## Histoire
Auflance a appartenu au pagus evodiensis, puis aux comtés d'Yvois et de Chiny et enfin au duché de Luxembourg. La paroisse est rattachée au royaume de France en 1659 conformément au traité des Pyrénées.
Des seigneurs d'Auflance auraient existé dès le Xe siècle selon un document aujourd'hui disparu. Les premiers documents conservés attestent de ces seigneurs au XIIe siècle : en 1120, le comte de Chiny accorde aux habitants d'Auflance les droits d'aisance dans la forêt de Merlanvaux qui sont toujours en vigueur. Ce droit est confirmé en 1323 par le comte de Chiny.
En 1570, la paroisse compte 360 communiants.
Pendant la Guerre de Trente And, en 1635-1636, le château d'Auflance est occupé par les soldats croates commandés par un certain Moskelki qui ravagent la région.

En 1662, Auflance rentre dans le giron du duché de Carignan nouvellement érigé. 

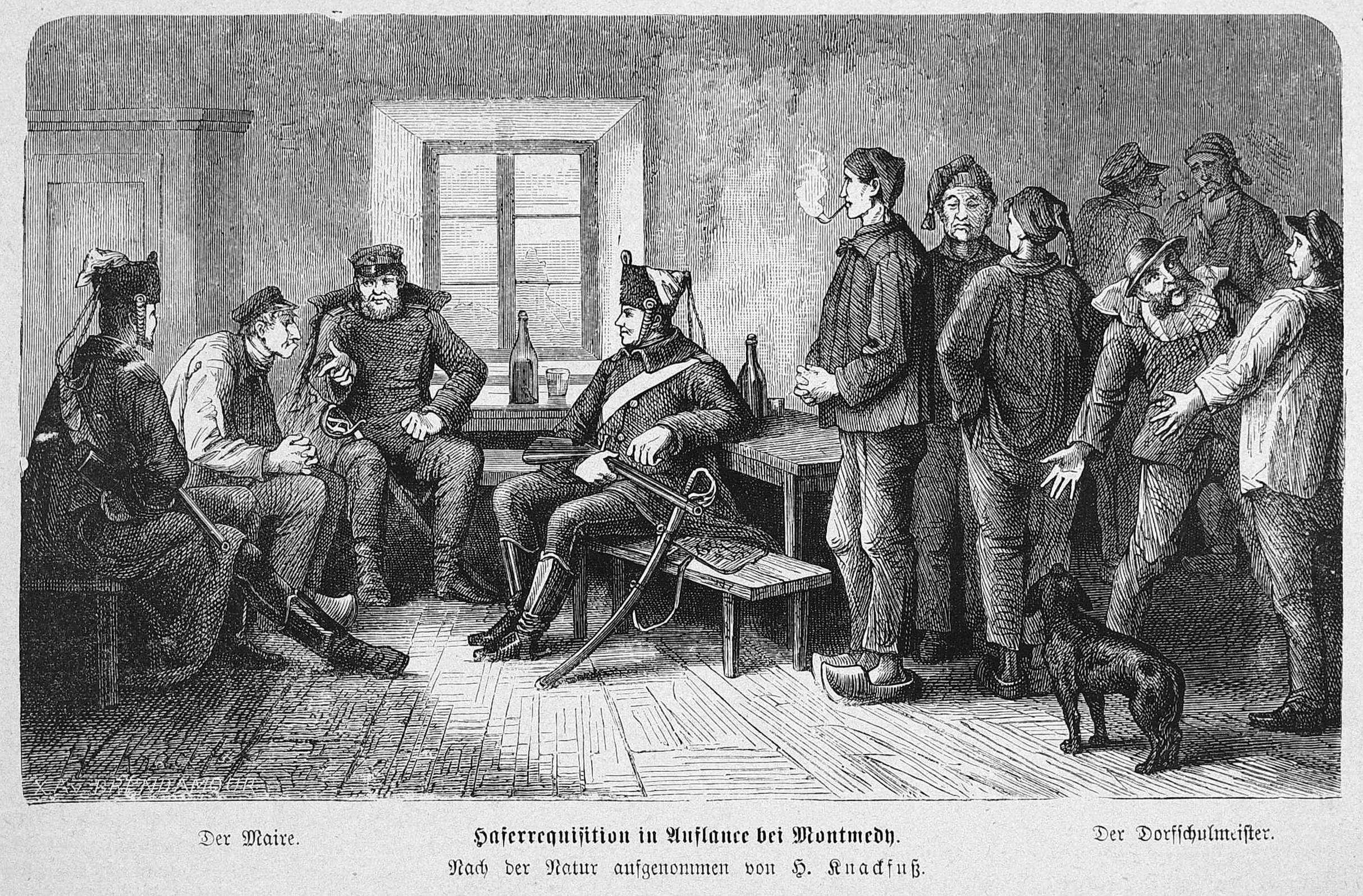
Réquisitions chez les paysans à Auflance, Die Gartenlaube, 1871.

## Politique et administration

### Liste des maires
| Période                                  | Période                   | Identité                                         | Étiquette | Qualité      |
| ---------------------------------------- | ------------------------- | ------------------------------------------------ | --------- | ------------ |
| mars 2001                                | réélue mars 2008          | Michèle Delgoffe                                 |           |              |
| mars 2014                                | 2018                      | Sabrina Thiébault                                |           |              |
| 2018                                     | En cours (au 26 mai 2020) | Jean-Marie Turchi Réélu pour le mandat 2020-2026 |           | Ancien cadre |
| Les données manquantes sont à compléter. |                           |                                                  |           |              |

## Démographie
L'évolution du nombre d'habitants est connue à travers les recensements de la population effectués dans la commune depuis 1793. Pour les communes de moins de 10 000 habitants, une enquête de recensement portant sur toute la population est réalisée tous les cinq ans, les populations de référence des années intermédiaires étant quant à elles estimées par interpolation ou extrapolation. Pour la commune, le premier recensement exhaustif entrant dans le cadre du nouveau dispositif a été réalisé en 2006.

En 2022, la commune comptait 81 habitants, en évolution de −4,71 % par rapport à 2016 (Ardennes : −2,97 %, France hors Mayotte : +2,11 %).
| 1793 | 1800 | 1806 | 1821 | 1831 | 1836 | 1841 | 1846 | 1851 |
| ---- | ---- | ---- | ---- | ---- | ---- | ---- | ---- | ---- |
| 276  | 261  | 247  | 291  | 276  | 317  | 331  | 333  | 340  |

| 1866 | 1872 | 1876 | 1881 | 1886 | 1891 | 1896 | 1901 | 1906 |
| ---- | ---- | ---- | ---- | ---- | ---- | ---- | ---- | ---- |
| 288  | 279  | 273  | 260  | 287  | 252  | 252  | 238  | 220  |

| 1911 | 1921 | 1926 | 1931 | 1936 | 1946 | 1954 | 1962 | 1968 |
| ---- | ---- | ---- | ---- | ---- | ---- | ---- | ---- | ---- |
| 220  | 176  | 136  | 126  | 114  | 117  | 125  | 130  | 134  |

| 1975 | 1982 | 1990 | 1999 | 2006 | 2011 | 2016 | 2021 | 2022 |
| ---- | ---- | ---- | ---- | ---- | ---- | ---- | ---- | ---- |
| 105  | 100  | 104  | 91   | 88   | 83   | 85   | 83   | 81   |

## Culture locale et patrimoine

### Lieux et monuments

#### Le château
- Au XVIIe siècle, la famille de Custine vient s'installer dans ce village frontalier. Ils y font construire un château dont il ne subsiste aujourd'hui que quelques vestiges : tour ronde, souterrains et remarquable portail Renaissance orné d'armoiries, surmonté d'une pietà. Le château d'Auflance est inscrit monument historique en 1991[22].
- Église Saint-Rémi, dans l'église, chapelle funéraire des Custine avec arcade décorée d'armoiries martelées pendant la Révolution.
- Chapelle du XVIIIe siècle dite des saints d'Auflance dont les statues ont été mises à l'abri dans la crainte d'un vol.

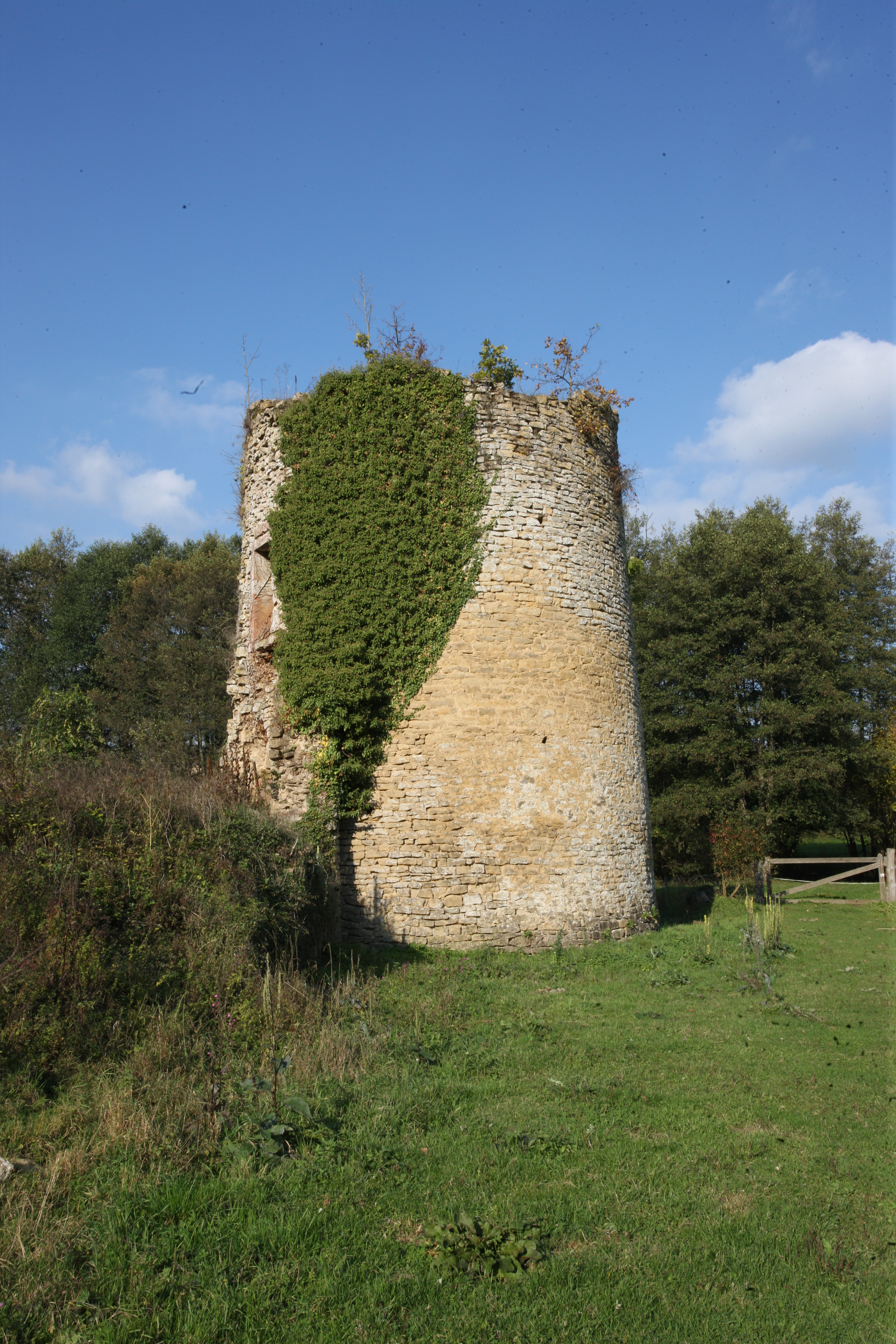
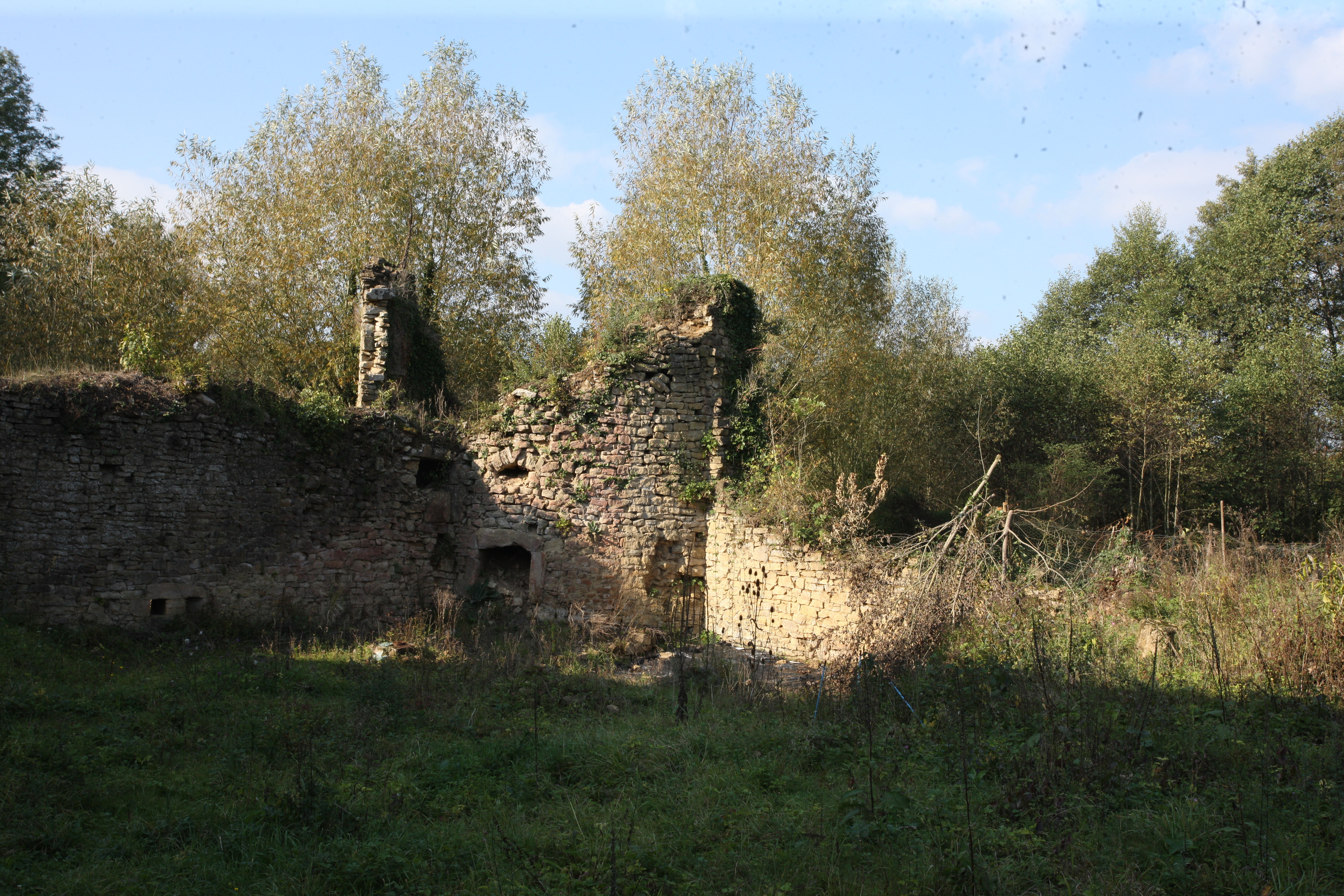

### Personnalités liées à la commune
Les seigneurs d'Auflance ont joué un rôle très important dans l'histoire du pays d'Yvois, du Luxembourg et de la Lorraine. Dans leur fief, ils possédaient les droits de haute, moyenne et basse justice :
- Gobert d'Auflance, décédé en 1204
- Richier d'Auflance, mentionné en 1374 et 1389
- Jean d'Auflance, doyen d'Yvois, décédé en 1401
- Marguerite de Villy, dame d'Auflance, épouse de Colard de Custine en 1467
- Jacques de Custine, fils de Colard de Custine et Marguerite de Villy, capitaine et prévôt d'Yvois et époux de Jacqueline de Fiquelmont
- Louis Ier de Custine, époux de Madeleine de Wal
- Gilles de Sapogne, époux d'Ide de Custine
- Ferry de Custine
- Louis II de Custine, capitaine et gouverneur de Vianden
- François de Mauléon, seigneur de Tassigny et d'Auflance
- François de Custine, décédé en 1630 et inhumé dans l'église d'Auflance
- François II de Custine
- Christophe (mort en 1691), époux de Marguerite, comtesse de Wiltz
- Théodore-François de Custine de Wiltz
- Charles-François-Marie de Custine de Wiltz (mort en 1738)
- Théodore-François de Paule de Custine de Wiltz

### Héraldique
| Armes d’Auflance | Les armes d’Auflance se blasonnent ainsi : D’or à la bande de sable chargé de trois fleurs de lys d’argent, côtoyée de deux cotices de sable, au chef de gueules. |

## Archives
Archives départementales des Ardennes : E 304 : documents de la famille de Custine ; E 658 : Donation du comte de Chiny
Médiathèque Georges Delaw de Sedan : carton 120 : notice historique et archéologique sur Auflance ; carton 75 : Monographie de la commune d'Auflance en 1888